# (38203) Sanner
(38203) Sanner (1999 MJ) – planetoida z pasa głównego asteroid okrążająca Słońce w ciągu 4,03 lat w średniej odległości 2,53 j.a. Odkryta 19 czerwca 1999 roku.